# Косянка-Троянувка
Косянка-Троянувка (пол. Kosianka-Trojanówka) — село в Польщі, у гміні Городиськ Сім'ятицького повіту Підляського воєводства.
Населення — 68 осіб (2011).
У 1975-1998 роках село належало до Білостоцького воєводства.

## Демографія
Демографічна структура станом на 31 березня 2011 року:
|          | Загалом | Допрацездатний вік | Працездатний вік | Постпрацездатний вік |
| -------- | ------- | ------------------ | ---------------- | -------------------- |
| Чоловіки | 39      | 11                 | 20               | 8                    |
| Жінки    | 29      | 4                  | 16               | 9                    |
| Разом    | 68      | 15                 | 36               | 17                   |